# Boavista SC

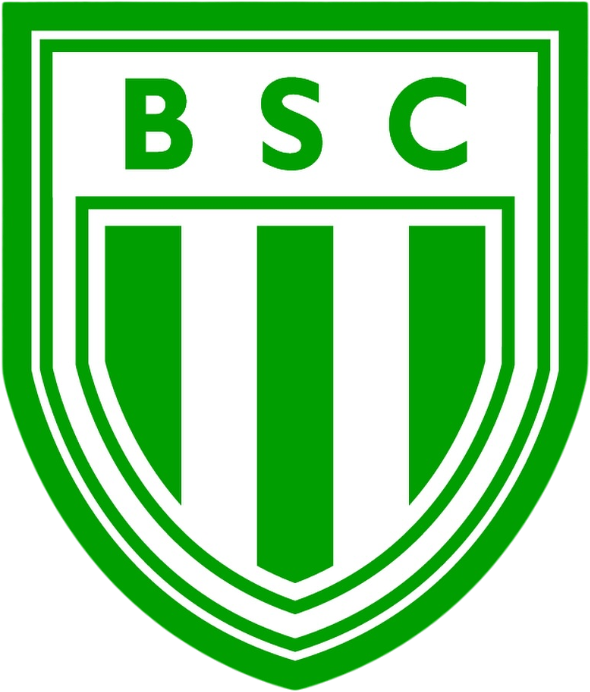
Boavista Sport Club logotyp.

Boavista Sport Club är en brasiliansk fotbollsklubb från staden Saquarema i delstaten Rio de Janeiro.